# 1,1-二苯基乙烯
1,1-二苯基乙烯是一種芳香烃，化學式為C14H12。 

## 性質
1,1-二苯基乙烯可以影響丙烯酸甲酯或苯乙烯的自由基聚合。1,1-二苯基乙烯的影響可以通過終止反應生成分子量較低的聚合物。9-亚甲基芴是1,1-二苯基乙烯的類似物。

## 合成
加入沸石beta時用苯乙烯將苯烷基化之後，脱氢後可得1,1-二苯基乙烯。

苯乙烯 + 苯 → 1,1-二苯基乙烷 → 1,1-二苯基乙烯 + H2